# Michał Potoczny (piłkarz ręczny)
Michał Potoczny (ur. 10 stycznia 1995 w Olsztynie) – polski piłkarz ręczny, środkowy rozgrywający, zawodnik MMTS-u Kwidzyn.
Wychowanek Bellatora Ryjewo, następnie uczeń i zawodnik SMS-u Gdańsk. W trakcie nauki w szkole ponadgimnazjalnej przeszedł do MTS-u Kwidzyn, z którym w marcu 2014 zdobył mistrzostwo Polski juniorów i został wybrany do najlepszej siódemki turnieju finałowego rozegranego w Obornikach. Następnie został graczem MMTS-u Kwidzyn. W sezonie 2014/2015 wypożyczony był do pierwszoligowej Pomezanii Malbork (w okresie tym trenował jednak i z Pomezanią, i z MMTS-em, a w razie potrzeby grał w kwidzyńskiej drużynie). Od sezonu 2015/2016 wyłącznie w MMTS-ie, w którym rywalizował o miejsce w składzie z Maciejem Pilitowskim i Maciejem Mroczkowskim. W sezonie 2016/2017, w którym rozegrał 31 meczów i zdobył 81 bramek, został nominowany do tytułu odkrycia Superligi. W sezonie 2017/2018 rozegrał w najwyższej polskiej klasie rozgrywkowej 25 spotkań, w których rzucił 95 goli.
Występował w reprezentacji Polski juniorów. W kwietniu 2014 wraz z kadrą młodzieżową wziął udział w turnieju kwalifikacyjnym do mistrzostw Europy U-20, podczas którego zagrał w trzech meczach i rzucił trzy gole. W styczniu 2015 wystąpił w trzech spotkaniach eliminacyjnych (zdobył w nich pięć bramek) do mistrzostw świata U-21 w Brazylii. Grał również w reprezentacji Polski B. W reprezentacji Polski seniorów zadebiutował 8 czerwca 2017 w przegranym meczu ze Szwecją (27:33), w którym zdobył cztery bramki.

## Statystyki
| Klub                            | Sezon        | Liga         | Liga | Liga | Liga | Puchar Polski | Puchar Polski | Puchar Polski | Razem | Razem | Razem |
| Klub                            | Sezon        | Liga         | M    | B    | Śr.  | M             | B             | Śr.           | M     | B     | Śr.   |
| ------------------------------- | ------------ | ------------ | ---- | ---- | ---- | ------------- | ------------- | ------------- | ----- | ----- | ----- |
| SMS Gdańsk                      | 2012/2013    | I liga       | 13   | 12   | 0,9  | –             | –             | –             | 13    | 12    | 0,9   |
| SMS Gdańsk                      | 2013/2014    | I liga       | 25   | 90   | 3,6  | –             | –             | –             | 25    | 90    | 3,6   |
| SMS Gdańsk                      | SMS Gdańsk   | SMS Gdańsk   | 38   | 102  | 2,7  | –             | –             | –             | 38    | 102   | 2,7   |
| Pomezania Malbork               | 2014/2015    | I liga       | 20   | 71   | 3,6  | –             | –             | –             | 20    | 71    | 3,6   |
| MMTS Kwidzyn                    | 2014/2015    | Superliga    | 5    | 9    | 1,8  | 1             | 4             | 4             | 6     | 13    | 2,2   |
| MMTS Kwidzyn                    | 2015/2016    | Superliga    | 21   | 23   | 1,1  | 1             | 3             | 3             | 22    | 26    | 1,2   |
| MMTS Kwidzyn                    | 2016/2017    | Superliga    | 31   | 81   | 2,6  | 4             | 9             | 2,3           | 35    | 90    | 2,6   |
| MMTS Kwidzyn                    | 2017/2018    | Superliga    | 25   | 95   | 3,8  | 1             | 2             | 2             | 26    | 97    | 3,7   |
| MMTS Kwidzyn                    | MMTS Kwidzyn | MMTS Kwidzyn | 82   | 208  | 2,5  | 7             | 18            | 2,6           | 89    | 226   | 2,5   |
| Stan na koniec sezonu 2017/2018 |              |              |      |      |      |               |               |               |       |       |       |